# Union cycliste danoise
L'Union cycliste danoise (en danois : Danmarks Cykle Union, DCU) est l'instance qui gouverne le cyclisme au Danemark. Elle est membre de l'Union cycliste internationale et de l'Union européenne de cyclisme. Elle a été fondée le 21 avril 1907. Son siège est situé à Brøndby. Elle est présidée par l'ancien coureur Jesper Worre.